# Diospyros cooperi
Diospyros cooperi är en tvåhjärtbladig växtart som först beskrevs av John Hutchinson och John McEwan Dalziel, och fick sitt nu gällande namn av Frank White. Diospyros cooperi ingår i släktet Diospyros och familjen Ebenaceae. Inga underarter finns listade i Catalogue of Life.